# Armee-Abteilung Steiner
De Armee-Abteilung Steiner was een Duitse Armee-Abteilung van de Wehrmacht tijdens de Tweede Wereldoorlog. De eenheid werd op papier gecreëerd door Adolf Hitler op 21 april 1945 tijdens de Slag om Berlijn en onder het commando van SS-Obergruppenführer Felix Steiner geplaatst.

## Krijgsgeschiedenis

### Oprichting
Armee-Abteilung Steiner werd voor het eerst genoemd op 21 april 1945.

### Inzet

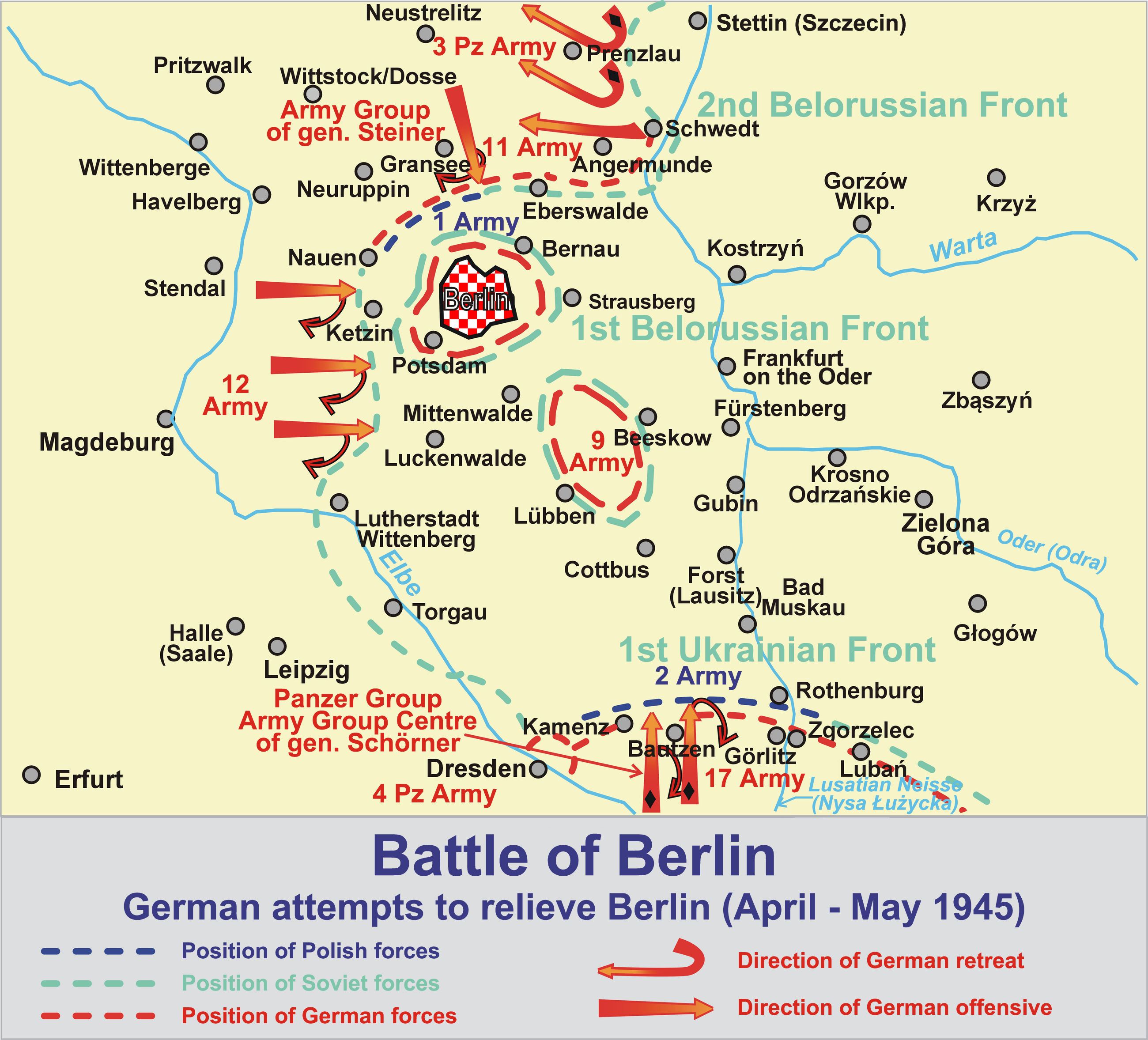
Kaart van Duitse tegenaanvallen rond Berlijn: ook de fictieve aanval van Steiner staat erop

Op de tweede dag van de Slag om Berlijn, 17 april, ontdeed Generaloberst Gotthard Heinrici , de opperbevelhebber van Heeresgruppe Weichsel, Steiner's III (Germaanse) SS Pantserkorps (reserve van de Heeresgruppe), van zijn twee sterkste divisies. Dit waren de 11. SS-Freiwilligen-Panzergrenadier-Division Nordland en de 23. SS Freiwilligen-Panzergrenadier-Division Nederland (niederländische Nr. 1). Hij plaatste ze onder het commando van General der Infanterie Theodor Busse, commandant van het 9e leger. Heinrici beval het III (Germaanse) SS Pantserkorps, gereduceerd tot drie bataljons en een paar tanks, om alle troepen die het kon vinden bij elkaar te schrapen om een defensieve lijn langs het Finowkanaal op te zetten om de zuidelijke flank van het 3e Pantserleger te beschermen tegen een aanval door Maarschalk van de Sovjet-Unie Zjoekov's 1e Wit-Russische Front, dat de verdediging van de Slag om de Seelower Höhen had doorbroken en Berlijn omsingelde.

Tegen 21 april begon Hitler, de feiten negerend, de ad-hoc-eenheden die onder het commando van Steiner vielen Armee-Abteilung Steiner te noemen. Hij beval Steiner om de noordflank van de enorme saillant aan te vallen die werd gecreëerd door de uitbraak van het 1e Wit-Russische Front. Tegelijkertijd moest het 9e Leger, dat ten zuiden van de saillant was verdrongen, naar het noorden aanvallen in een tangaanval. Om deze aanval te vergemakkelijken werd Steiner de drie divisies van het 101e Legerkorps toegewezen: de 4. SS-Polizei-Panzergrenadier-Division, de 5e Jägerdivisie en de 25e Panzergrenadierdivisie. De drie divisies in het noorden moesten vanuit Eberswalde (aan het Finowkanaal en 24 km ten noordoosten van Berlijn) richting het zuiden aanvallen, wat het 1e Wit-Russische Front in tweeën zou snijden. Steiner belde Heinrici en deelde hem mee dat het plan niet kon worden uitgevoerd omdat de 5e Jägerdivisie en de 25e Panzergrenadierdivisie nog defensief waren ingezet en niet konden worden verplaatst totdat de 3e Marinedivisie vanuit de kust arriveerde om hen te vervangen. Hierdoor bleven slechts twee bataljons van de 4. SS-Polizei-Panzergrenadier-Division maar die hadden ze geen gevechtswapens. Heinrici belde Hans Krebs, hoofd Duitse generale staf van het OKH, vertelde hem dat het plan niet kon worden uitgevoerd en vroeg om Hitler te spreken, maar kreeg te horen dat Hitler het te druk had om zijn oproep aan te nemen. Toen Hitler op zijn middagconferentie op 22 april ervan overtuigd raakte dat Steiner niet zou aanvallen, ontstak hij in woede tegen zijn generaals. Hij verklaarde dat de oorlog verloren was, gaf de generaals de schuld en kondigde aan dat hij tot het einde in Berlijn zou blijven en dan zichzelf zou doden.

### Einde
Na 22 april 1945 wordt er niet meer gesproken over de Armee-Abteilung Steiner. Soms nog wel Gruppe Steiner, maar meest gewoon 3e SS Panzerkorps.

## Bovenliggende bevelslagen
| Legergroep            | Plaats/regio           | Begin         | Eind          |
| --------------------- | ---------------------- | ------------- | ------------- |
| Heeresgruppe Weichsel | Noordelijk van Berlijn | 21 april 1945 | 22 april 1945 |

## Commandant
| Rang                                             | Naam          | Begin         | Eind       |
| ------------------------------------------------ | ------------- | ------------- | ---------- |
| SS-Obergruppenführer en Generaal in de Waffen-SS | Felix Steiner | 21 april 1945 | 3 mei 1945 |

## Hedendaags
Hitlers woede over het falen van Steiner om de aanval op te zetten, werd beroemd door zijn weergave in een scène uit de film Der Untergang uit 2004. De film heeft ook bekendheid gekregen dankzij vele parodieën die erop gemaakt zijn. 